# Tomorrow (Steve Dinsdale)

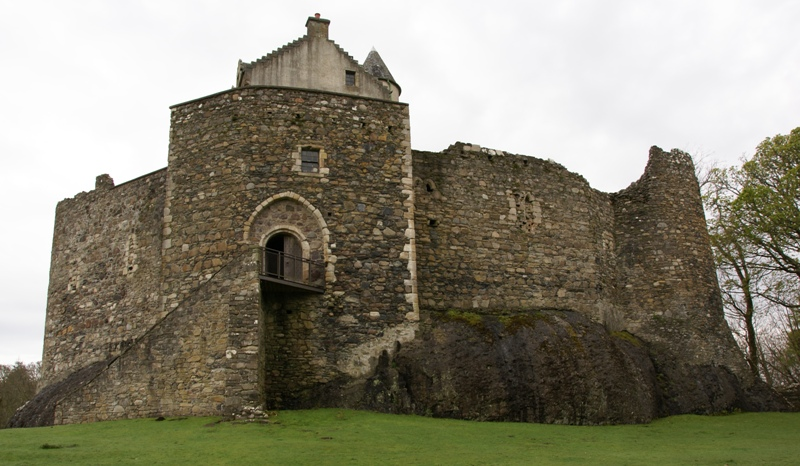
Dunstaffnage Castle

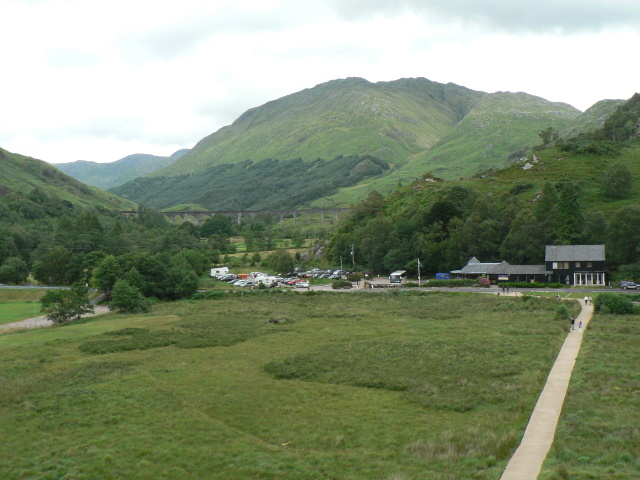
Glenfinnan

Tomorrow is het vierde studioalbum van Steve Dinsdale, een van de leden van Radio Massacre International (RMI). Het is het album wat het verst afstaat van de muziek van RMI, dat meestal ingedeeld wordt bij de Berlijnse School voor elektronische muziek. Tomorrow bevat nog wel elektronische muziek, maar meer mainstream. De opener lijkt wat dat betreft op popmuziek uit de jaren tachtig, toen de leden hun eerste voetstappen in de popmuziek zetten. De Honeymoon suite kwam tot stand in Argyll, Kinlochlaich House, de andere drie tracks in Yorkshire.

## Musici
- Steve Dinsdale – alle muziekinstrumenten

## Muziek
| Nr. | Titel                                | Duur |
| --- | ------------------------------------ | ---- |
| 1.  | Tomorrow                             | 3:38 |
| 2.  | First snow                           | 7:25 |
| 3.  | Fanfare                              | 5:58 |
| 4.  | Honeymoon suite (Creagan)            | 1:07 |
| 5.  | Honeymoon suite (Glenfinnan)         | 6:17 |
| 6.  | Honeymoon suite (Seil Island I)      | 1:35 |
| 7.  | Honeymoon suite (Dustaffnage Castle) | 3:53 |
| 8.  | Honeymoon suite (Seil Island II)     | 2:16 |
| 9.  | Honeymoon suite (Linnhe)             | 7:11 |
| 10. | Honeymoon suite (Ganavan sands I)    | 3:49 |
| 11. | Honeymoon suite (Ganavan sands II)   | 9:00 |